# Roncus sumadijae
Espèce
Roncus sumadijae est une espèce de pseudoscorpions de la famille des Neobisiidae.

## Distribution
Cette espèce est endémique de Serbie. Elle se rencontre vers Kragujevac.

## Description
Les mâles mesurent de 1,845 à 1,905 mm.

## Étymologie
Son nom d'espèce lui a été donné en référence au lieu de sa découverte, la Šumadija.

## Publication originale
- Ćurčić, Dimitrijević, Tomić, Pecelj, Ilić, Makarov, Ćurčić & Pešić, 2012 : A new epigean false scorpion: Roncus sumadijae n.sp. (Neobisiidae, Pseudoscorpiones) from the Balkan Peninsula (Western Serbia). Archives of Biological Sciences, vol. 64, no 2, p. 703-708.